# Wilhelm Reuling (Jurist)
Wilhelm Reuling (* 27. Mai 1837 in Darmstadt; † 21. Oktober 1901 in Dresden) war ein deutscher Jurist.

## Leben
Nach dem Besuch des Gymnasiums in Darmstadt studierte Reuling Rechtswissenschaften in Gießen und Leipzig. Anschließend war er als Rechtsanwalt in Darmstadt tätig. Von 1870 bis 1891 war er Dozent für Seerecht und Versicherungswesen an der Universität Leipzig. Parallel dazu arbeitete er als Anwalt für See- und Patentrecht am Reichs-Oberhandelsgericht und am Reichsgericht.
1891 zog Reuling nach Berlin und war nur noch publizistisch tätig.

## Schriften (Auswahl)
- Die norddeutsche Gewerbeordnung und die hessische Gewerbegesetzgebung. Diehl, Darmstadt 1870.
- Denkschrift in Sachen der Magdeburger Lebensversicherungs-Gesellschaft zu Magdeburg, Klägerin und Implorantin über den Königl. preussischen Fiscus, vertreten durch die Königliche Eisenbahn-Direktion zu Münster, Verklagter und Implorat. Weidmansche Buchhandlung, Berlin 1874.
- Distichen: deutsche Juristen des neunzehnten Jahrhunderts; Politisches und Unpolitisches. Veit, Leipzig [1887].
- Beiträge zur Reform des Rechts der Geschäftszeichen. Heymanns, Berlin 1893.
- Beiträge zum Preussischen Miethrecht. Müller, Berlin 1894 (Digitalisat).
- Rechtsgutachten betreffend Inhalt und Rechtsgültigkeit des Englischen Patents No. 6626 A. D. 1885 ... Sittenfeld, Berlin 1895.
- Die Provisionsansprüche der Grundstücksvermittler und zur Auslegung de §§ 156, 165, I. 5 A.L.R.: mit einem Anhang: Zur Kritik der heutigen Vertragstheorien; eine civilistische Studie. Gronau, Berlin [1895] (Digitalisat).
- Rechtsgutachten, betreffend die Anwendbarkeit des badischen Rechts in der Nachlaßsache der zu Baden-Baden verstorbenen Frau Marie Philippine Freifrau von Witzleben auf Mariahalden bei Baden-Baden: die Anwendbarkeit des badischen Rechts auf die Nachlässe in Baden verstorbener sog. "Einsassen" im Sinne des badischen sechsten Konstitutionsedikts vom 4. Juni 1808. Sittenfeld, Berlin 1896 (Digitalisat).
- Zur Frage des Rechtschutzes der Bauhandwerker. Seydel, Berlin 1896.
- Zum Thema des Rechtsschutzes der elektrischen Stromkreise und Betriebsstellen: mit Gesetzesentwurf. Seydel, Berlin 1900.
- Die Grundlagen der Lebensversicherung. Mittler, Berlin 1901.